# قصعة الغبار

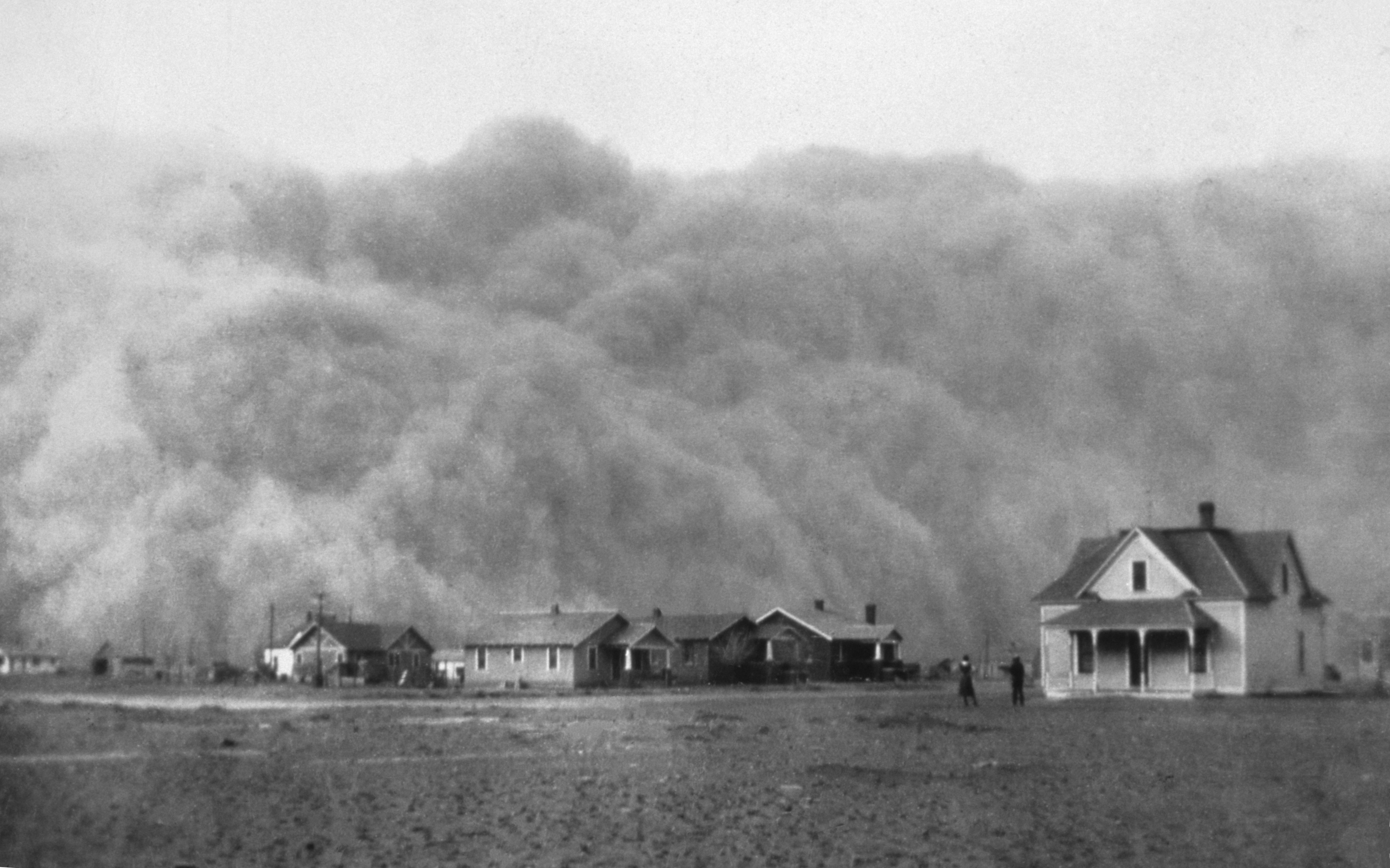
عاصفة غبارية في تكساس عام 1935

قصعة الغبار (بالإنجليزية: Dust Bowl)‏ أو الثلاثينيات القذرة مصطلحان يطلقان على فترة الثلاثينيات من القرن العشرين حيث سادت المنطقة الوسطى من الولايات المتحدة الأمريكية فترة من الجفاف الحاد امتدت من 1930-1936 وفي بعض المناطق حتى 1940. أدى الجفاف الحاد وعدم استعمال الدورة الزراعية والممارسات الزراعية السيئة إلى تدهور الغطاء النباتي وبنية التربة، مما ساعد على انتشار عواصف الغبار (ومن هنا جاء الاسم). امتد تأثير هذه الكارثة من تكساس جنوباً إلى كندا شمالاً.